# Sphalma quadricollis
Sphalma quadricollis är en skalbaggsart som beskrevs av Horn 1872. Sphalma quadricollis ingår i släktet Sphalma och familjen barkplattbaggar. Inga underarter finns listade i Catalogue of Life.